# Ligidium denticulatum
Ligidium denticulatum är en kräftdjursart som beskrevs av Shen 1949. Ligidium denticulatum ingår i släktet Ligidium och familjen gisselgråsuggor. Inga underarter finns listade i Catalogue of Life.